# کتا (غنا)
کتا (به لاتین: Keta) یک منطقهٔ مسکونی در غنا است که در ناحیه شهری کتا واقع شده‌است. کتا ۲۳٬۲۰۷ نفر جمعیت دارد.

## خواهرخوانده
شهر بوجدور خواهرخواندهٔ کتا (غنا) هست.